# Cmentarz żydowski w Oleśnicy (województwo dolnośląskie)
Cmentarz żydowski w Oleśnicy – kirkut społeczności żydowskiej zamieszkującej niegdyś Oleśnicę. Powstał w 1823. Ma powierzchnię 0,15 ha. Znajduje się przy ul. Wojska Polskiego. Cmentarz, a także zlokalizowana na nim kaplica przedpogrzebowa, przetrwały II wojnę światową w dobrym stanie. Po wojnie cmentarz nie był używany i rozpoczęła się jego dewastacja. W 1969 Miejska Rada Narodowa w Oleśnicy oficjalnie zamknęła nekropolię. Jej teren został zniwelowany w czasie rozbudowy koszar, a z czasem to miejsce zajął plac ćwiczeń.